# 阿尔丰斯·迪彭布罗克
阿尔丰斯·约翰内斯·玛利亚·迪彭布罗克（荷蘭語：Alphonsus Johannes Maria Diepenbrock，1862年9月2日—1921年4月5日），荷兰作曲家，指挥家，文学家。出生于一个天主教家庭，早年学习古典文学，音乐方面全靠自学成才。1894年，辞去教职决定从事音乐事业。后结识了理查·施特劳斯，马勒，勋伯格等作曲家，并在荷兰指挥许多近代作曲家的作品上演。迪彭布罗克的音乐作品受到中世纪教堂音乐和理查·施特劳斯的影响较大，后期部分作品也有印象主义特征。